# Copa do Mundo de Futebol Americano de 1999

## Participantes
- Austrália
- Finlândia
- Itália
- Japão
- México
- Suécia

## Grupo A
| Equipe    | J | V | E | D | PF  | PC  |
| --------- | - | - | - | - | --- | --- |
| México    | 2 | 2 | 0 | 0 | 143 | 0   |
| Itália    | 2 | 1 | 1 | 0 | 28  | 61  |
| Finlândia | 2 | 0 | 2 | 0 | 7   | 117 |

| 24 de junho |                                         |           |                   |
| Itália      | 28-7                                    | Finlândia | Estádio: Público: |
| 7           | 1º quarto 2º quarto 3º quarto 4º quarto | 0 7 0     | Estádio: Público: |

| 27 de junho |                                         |           |                   |
| México      | 89-0                                    | Finlândia | Estádio: Público: |
|             | 1º quarto 2º quarto 3º quarto 4º quarto |           | Estádio: Público: |

| 30 de junho |                                         |        |                   |
| México      | 54-0                                    | Itália | Estádio: Público: |
|             | 1º quarto 2º quarto 3º quarto 4º quarto |        | Estádio: Público: |

## Grupo B
| Equipe    | J | V | E | D | PF | PC |
| --------- | - | - | - | - | -- | -- |
| Japão     | 2 | 2 | 0 | 0 | 82 | 7  |
| Suécia    | 2 | 1 | 1 | 0 | 29 | 34 |
| Austrália | 2 | 0 | 2 | 0 | 6  | 76 |

| 25 de junho |                                         |           |                   |
| Suécia      | 22-6                                    | Austrália | Estádio: Público: |
|             | 1º quarto 2º quarto 3º quarto 4º quarto |           | Estádio: Público: |

| 28 de junho |                                         |        |                   |
| Japão       | 28-7                                    | Suécia | Estádio: Público: |
|             | 1º quarto 2º quarto 3º quarto 4º quarto |        | Estádio: Público: |

| 1 de julho |                                         |           |                   |
| Japão      | 54-0                                    | Austrália | Estádio: Público: |
|            | 1º quarto 2º quarto 3º quarto 4º quarto |           | Estádio: Público: |

## 5º lugar
| Data       | Vencedor  | Resultado | Perdedor  | Estádio | Cidade |
| ---------- | --------- | --------- | --------- | ------- | ------ |
| 3 de julho | Austrália | 10-7      | Finlândia |         |        |

## 3º lugar
| Data       | Vencedor | Resultado | Perdedor | Estádio | Cidade |
| ---------- | -------- | --------- | -------- | ------- | ------ |
| 3 de julho | Suécia   | 38-13     | Itália   |         |        |

## Final
| Data       | Vencedor | Resultado | Perdedor | Estádio | Cidade |
| ---------- | -------- | --------- | -------- | ------- | ------ |
| 4 de julho | Japão    | 6-0       | México   |         |        |